# (2418) Voskovec-Werich
(2418) Voskovec-Werich est un astéroïde de la ceinture principale.

## Description
(2418) Voskovec-Werich est un astéroïde de la ceinture principale. Il fut découvert le 26 octobre 1971 à Bergedorf par Luboš Kohoutek. Il présente une orbite caractérisée par un demi-grand axe de 3,13 UA, une excentricité de 0,16 et une inclinaison de 1,3° par rapport à l'écliptique.

## Compléments